# Macronaria
Con il termine Macronaria si indica un gruppo di dinosauri sauropodi dalle caratteristiche piuttosto evolute, apparsi nel Giurassico ma diversificatisi nel corso del Cretaceo.

## Code corte e denti a cucchiaio
I macronaria rappresentano uno dei due grandi gruppi di sauropodi specializzati (l'altro è quello dei diplodocoidi). In generale, questi dinosauri non erano dotati di code lunghissime, ma alcune forme svilupparono i loro colli in maniera eccezionale (es. Sauroposeidon). Il cranio, di solito, era compatto e corto, e spesso le aperture nasali erano davvero grandi (da qui il nome "macronaria"). Queste aperture, probabilmente, ospitavano camere di risonanza. I denti, al contrario di quelli dei diplodocidi a forma di "matita", erano più robusti e a forma di "cucchiaio". Il sottogruppo dei titanosauri, tuttavia, mostra una certa convergenza evolutiva sotto questo aspetto con i diplodocidi. Evidentemente i denti relativamente robusti servivano per strappare foglie più dure.

## Quattro gruppi
Al contrario dei diplodocidi e dei loro parenti, i membri di questo gruppo svilupparono lunghe zampe e acquisirono un profilo elevato (in particolare i brachiosauridi e Isisaurus). 
Questo gruppo è composto da quattro gruppi principali: i camarasauridi, i brachiosauridi, gli euelopodidi e i titanosauri. I primi sono una famiglia basale che, indipendentemente da altri gruppi di sauropodi, sviluppò spine neurali bifide. Nei brachiosauridi, invece, le spine neurali delle vertebre cervicali non erano divise in due, e la loro caratteristica principale risiedea nell'estremo allungameto delle zampe anteriori. Gli euelopodidi sono un gruppo asiatico simile per certi versi ai camarasauridi, ma per altri precursori dei titanosauri. I titanosauri, infine, erano caratterizzati da un osso sacro rinforzato per meglio sostenere il peso dell'animale. I denti dei titanosauri erano vagamente simili a quelli dei diplodocidi, con reminiscenze di quelli dei brachiosauridi, e anche per questo motivo i titanosauri furono in passato spesso avvicinati ai diplodocidi.